# Inteligência computacional
Inteligência computacional (IC) é o ramo da inteligência artificial (IA) que lida com computação macia ou computação flexível (CM, ou SC do inglês soft computing), i.e. que explora imprecisão no projeto de algoritmos e sistemas.
Uma conceitualização mais cuidadosa é apresentada na próxima sessão deste artigo.
A IC é marcada pela ênfase em algumas técnicas e áreas do conhecimento, como explicitado nos 5 princípios da IC, de forma que um sistema (paradigmático) de
IC é bioinspirado, complexo, e explora imprecisão (e.g. utiliza ruído para a varredura do espaço, lógica fuzzy para representar imprecisão semântica, e/ou estatística para eventos incertos), com aplicação na resolução de problemas (ou suporte à computação).
As vantagens oferecidas por estes sistemas incluem (potencialmente):
a simplicidade de aplicação, a otimização em espaços muito amplos para métodos tradicionais (e.g. em problemas NP-completos e NP-difíceis, quando gradientes e derivadas nulas encontram extremos locais, ou na inaptidão de aproximações polinomiais por minimização de distância euclidiana), a modelagem de fenômenos reais e imprecisos, análise de dados empíricos, e a exploração de sistemas complexos para fins científicos e estéticos.

## Base teórica e conceitual
A IC é um conceito (ainda) sem definição consensual, assim como a IA e a própria inteligência.
As bases teóricas destas áreas são transdisciplinares e carregadas de conceitos advindos da computação, cognição, e filosofia, além de inspiração recorrente nas ciências naturais e biológicas.
Desta forma, segue uma apresentação elementar dos principais conceitos atualmente vinculados à IC e suas interrelações.

### IC, Computação Macia, Inteligência Artificial, Computação Natural
IC é um quasi-sinônimo de duas áreas: computação macia (CM ou soft computing)
e inteligência artificial.
A IC é um termo com definição menos consensual que CM, sendo esta última simplesmente definida como computação com exploração de soluções inexatas.
Ambas a IC e a CM são subáreas da computação natural (CN): o modelo/paradigma básico é a mente ou o racioncínio humano.
A inteligência é geralmente atribuída aos humanos, mas em IC qualquer forma de vida, ou mesmo de sistema complexo ou de algum modo "inteligênte", pode ser usada, como formigas.
A inteligência, neste contexto, está diretamente ligada à tomada de decisão e ao raciocínio.
A IC é considerada subárea da IA ou, conforme alguns trabalhos sugerem, oposta à IA pela exploração da imprecisão (e.g. do erro, aproximação, indefinição semântica), e observando a IA como trabalhando sistemas que utilizam também (ou principalmente)
aspectos booleanos.
Neste sentido, a IA é aproximada do conceito de computação dura (em que há ênfase no paradigma booleano de verdade absoluta), enquanto a IC é aproximada do conceito de computação macia (com ênfase na lógica difusa e em problemas mal definidos, e.g. que difere de um problema bem-posto de Hadamard).
A IC também é conceituada como sinônimo de IA e até como termo preferido ao termo IA por refetir melhor o fato de que a inteligência não é criada, mas imitada de sistemas considerados inteligentes, e de forma simplificada.
De fato, a definição de IC usada por é a rigor a mesma que a utilizada por (o clássico de IA, por Russel e Norvig): "inteligência computacional é o estudo do projeto de agentes inteligentes".
O aprendizado de máquina tem sobreposição mas difere da área de IC:
um sistema fuzzy não necessariamente aprende, e se um sistema de IC aprende, em geral ocorre por técnicas bioinspiradas.
Pode-se considerar que o termo IC será usado para designar a área que trata de comportamento inteligente (no sentido metafórico, amplo, quase arbitrário de inteligência) em software; ou com exploração de imprecisão; ou automatizada (caso em que IC se torna sinônimo de IA).
Alguns autores argumentam pelo termo inteligência sintética.
Por extensão dos resultantes (potenciais) sinônimos IC, IA, e inteligência sintética, em alguns contextos também podem ser usadas variantes como inteligência mecânica, automatizada, ou programada.
Reconhecidamente, o termo inteligência é bastante ambíguo e sua aplicação para o comportamento de sistemas computacionais geram questões filosóficas severas.

### Os 5 princípios da IC
A literatura reporta 5 princípios historicamente estabelecidos na IC:
- Lógica difusa/nebulosa/fuzzy (LD): para lidar com imprecisão semântica (indefinição conceitual).[14][15]
- Redes neurais artificiais (RNA): tradicionalmente fornecem capacidades de processamento distribuídas, cognitivas, bioinspiradas, de aprendizado, potencialmente úteis para a lidar com dados empíricos/reais, aos sistemas de IC.
- Computação evolutiva (CE)[16]: utiliza o princípio da evolução natural para derivar métodos computacionais. Um exemplo paradigmático é o dos algoritmos genéticos. Exemplos menos óbviamente (e menos consensualmente) relacionados à CE incluem: otimização por colônia de formigas, algoritmos imunológicos (imunoinspirados), inteligência de enxame (e.g. particle swarm optimization/PSO, artificial bee colony (ABC), etc...).
- Teoria do aprendizado (TA): área dedicada à análise e projeto de algoritmos de aprendizado de máquina.
- Métodos estatísticos (ME): para a lida com imprecisão de ocorrência (verdadeiro/falso, existência), chamada incerteza crispy no contexto da lógica difusa.

#### Reflexão sobre os 5 princípios da IC
Estes 5 princípios comportam o colapso de alguns itens:
a CE e RN estão dentro da computação natural, ou computação bioinspirada, conceito que abriga com maior coerência e consenso a utilização de algoritmos imunológicos
ou de inteligência de enxame, por exemplo.
Lógica crispy (probabilidade) e difusa são também coerentemente colapsados em um item único para lidar com imprecisão/ignorância.
Por outro lado, a prática da IC sugere que dois princípios sejam adicionados à lista principal:
mineração de dados, e a inteligência artificial, e os cinco princípios podem ser descritos da seguinte forma:
- Imprecisão difusa e probabilística: com os devidos tratamentos para ignorância ou imprecisão inerente à semântica e ocorrências, para modelagem, análise, otimização e aprendizado em geral.
- Computação natural, ou computação bioinspirada: reunindo RNA e CE, principalmente para realização de aprendizado e inspiração de modelos.
- TA.
- Mineração de dados: para a lida com armazenamento de dados, relatoria, e ferramentas em software, por exemplo.
- Inteligência artificial: um quasi-sinônimo de IC (veja a apresentação terminológica), fornece contexto e base teórica, filosófica e histórica.

### Aplicação da IC
Dentre as principais aplicações da IC estão: biomedicina, engenharia, análise de dados, ciência da computação, e sistemas complexos.

### Demais questões conceituais
- Navalha de Occam: estabelece prioridade para a concepção mais simples. Contrasta mas não conflita com o fenômeno da complexidade.
- Inserção de ruído para exploração do espaço de soluções VS obtenção determinística de regras.
- Sistemas complexos, propriedades emergentes
- Não-linearidade, lei de potência, exponencial, lei de Stevens, lei de Weber-Fechner.
- Algoritmos de otimização e aprendizado bioinspirados VS derivados de formalismos matemáticos.
- Reconhecimento de padrões.
- Noção primitiva/primeiros princípios, axioma.
- Teoria ingênua (construída sobre formalismos inexatos).[23]
- Conceitos mal definidos (fuzzy) e problemas mal definidos.
- Linguística, PLN, mineração de texto, linguística computacional.
- Cálculo estocástico
- Streaming (para exemplo de sistema em constante alteração)
- Processamento de sinais
- Problemas inversos
- Inteligência coletiva
- Teoria do caos
- Lógica polivalente
- Entropia de Tsallis e termodinâmica associada[24]
- Teoria dos padrões (Pattern theory)[25]
- Automato celular, sistema L (L-systems), fractal
- Teoria das evidências/de Dempster-Shafer/de funções de crença (DST), Medidas monotônicas (monotone measures), crença, plausibilidade, possibilidade, necessidade.[18]
- Generalizações da lógica fuzzy.[26]

## Metodologias que constituem a IC
Várias metodologias foram e ainda estão sendo desenvolvidas, mas as principais são:
- Redes Neurais Artificiais;
- Lógica Nebulosa (Lógica Fuzzy);
- Computação Natural;
- Computação Evolucionária;
- Métodos Bayesianos;
- Máquinas de vetores de suporte;
- Aprendizado de máquina;
- Aprendizado profundo (Deep Learning)

## O Brasil e a IC
Em 2013, durante uma mesa redonda foi aberta (BRICS-CCI, Recife, Brasil) para discutir os caminhos da IC. Uma das conclusões é que a inteligência artificial precisa ser melhor conceitualizada principalmente em seus objetivos, problemática já reportada anteriormente.
O impacto da área refletiu na mudança do nome do encontro de redes neurais no Brasil para inteligência computacional, e na premiação em 2013 de um artigo de IC no SIMEP.
Em 2015 foi criada a Associação Brasileira de Inteligência Computacional (ABRICOM) que sucedeu a Sociedade Brasileira de Inteligência Computacional (SBIC) e a Sociedade Brasileira de Redes Neurais (SBRN). A ABRICOM é uma organização sem fins lucrativos, que tem como sua missão promover a ciência e a tecnologia nos mais diversos ramos da Inteligência Computacional, destacando-se (mas não restrito a) Redes Neurais Artificiais, Computação Evolucionária, Sistemas Fuzzy e Otimização Metaheurística.

## Criatividade computacional
As possibilidades artísticas são reconhecidamente amplas, de forma condizente, o espaço de busca da arte (sons, imagens, discursos, etc)
é amplo.
Os critérios estéticos são usualmente imprecisos semanticamente.
Aspectos imateriais e materiais da criação artística são então convenientemente tratados pela IC.
Por exemplo, parâmetros sonoros de estruturas musicais constituem um espaço amplo, cuja IC é apta a explorar via ruído ou computação natural.
Já os critérios de estridência, sentimento, metáfora visual, etc., são adequadamente inseridos no sistema via lógica difusa.
Idealizado, tal sistema permite ao usuário definir critérios próprios de classificação (fuzzy)
e parâmetros sonoros que constituem o espaço de busca.

## Reflexão conceitual e lúdica sobre as IA, IB, IC, e as IM, IN, IP, IT
Considere computador qualquer sistema que computa.
Os fenômenos reais são em geral complexos (alguns diriam fundamentalmente complexos, veja complexidade, sistema complexo, rede complexa), e uma das propriedades mais estudadas em sistemas complexos são os processamentos de informação de que realizam e de que são capazes.
Neste sentido, em que a máquina é apenas um caso muito especial de sistema capaz de computar, pode-se pensar um tripé principal na exploração tecnológica de inteligência:
- IA: mais consensual se admitidos conceitos imprecisos e generalistas de inteligência e artificial.
- IB: inteligência Bayesiana, neste caso um sinônimo, ou quase, de inferência Bayesiana, fornece estatísticas simples e informativas sobre o sistema, e.g. sobre o aprendizado.
- IC: trata da inteligência, e.g. tomada racional de decisões, no contexto computacional.
- Outros conceitos relacionados: IM (de máquina), IT (tecnológica), IP (primária, primitiva, de primata)

Considere esta ontologia como o (I)ABC da IT, i.e. da tecnologia em inteligência, da inteligência em tecnologia, ou variante.
Observe o hiato entre IC e IM.
Reitere a reflexão sobre o computador não ser necessariamente eletrônico, ou com transístores de silício.
Pense ao seu redor em todos os sistemas complexos, que (potencialmente) computam:
nas nuvens (com seus ciclos de evaporação e chuva e dinâmicas com o vento), nos seus próprios órgãos internos (estômago, intestino, cérebro).
Uma pia cheia de louças é um sistema complexo? computa? de que forma?
Inteligências inspiradas em formigas, cupins, pássaros (e.g. PSO), cérebro, sistemas imunológicos, foram formalizadas, consideradas analiticamente, e constituem há décadas sistemas de IC com fins teóricos e práticos.
Pode-se argumentar que a tomada de decisão e a otimização são capacidades inerentes a estes sistemas, implicadas pela evolução natural.
A evolução natural é potencialmente válida para além dos reinos animal e vegetal, ou mesmo na taxonomia biológica.
Pode-se considerar vivo o reino mineral e as estruturas estelares?
Em que sentido?
E inteligentes?
Há uma teoria do Roger Penrose (um dos físicos mais importantes vivos), em colaboração com a psiquiatria, que descreve a mente humana espelhada em estruturas cósmicas via espelhamento quântico.
É apenas uma teoria exótica, sem comprovação alguma, mas há reconhecidamente algo de glamuroso na consideração da inteligência
em sistemas naturais, sejam eles biológicos
(e.g. insetos, como formigas, abelhas, aranhas; o sistema imunológico humano; peixes individuais ou em cardume; etc), ou não biológicos (e.g. galáxias, em geral espiraladas, com um buraco negro massivo central, e diversos sistemas solares ou centrados em buracos negros secundários; água na forma de nuvens ou de rios superficiais, lençóis freáticos e mares).
Por exemplo, como pode ser explorada, para computar, a propriedade natural (física) de campo nulo no interior de um material condutor eletrizado? É possível? Seria com isso possível realizar, com a alta velocidade da acomodação da carga elétrica na superfície do metal, procedimentos hoje impraticáveis?
Esta é a discussão central da computação natural ou computação bioinspirada, e seu uso na IC complementa a precisão da estatística Bayesiana no reconhecimento de padrões e outros aspectos considerados inteligentes.
IM pode também significar inteligência molhada, se considerado o conceito de wetware.
Ironicamente, IP pode significar inteligência de primata, ou primitiva, ou primária, ou primeira.
Dada esta útil ambiguidade, neste vocabulário lúdico
( modelo de brinquedo),
problema de brinquedo [en]), o termo preferencial é 'inteligência prima'.
Conceitos que ampliam esta reflexão: panspermia, neuroastronomia.

## Nota mitológica
A singularidade tecnológica é em geral concebida em termos de unificação da humanidade, transformação radical da realidade objetiva, e aprofundamento da conquista da realidade, o que, no contexto atual, sugere que máquinas, potencialmente inteligentes, estarão zelando pelo bem estar coletivo e individual, e facilitando transporte e comunicação. A visão distópica preve decadência, subserviência à IA e aniquilação da espécie humana. Estas ideações influenciam o desenvolvimento tecnológico (vide a recorrência ética e até filantrópica do software livre, da W3C, da GNOME, da GNU), a literatura, e os padrões sociais de consumo.